# Büchelbach (Kahl)
Der Büchelbach ist ein etwas über 1⁄2 Kilometer langer Mittelgebirgsbach im bayerischen Spessart und ein linker Zufluss der Kahl im unterfränkischen Landkreis Aschaffenburg.

## Einzelnachweise

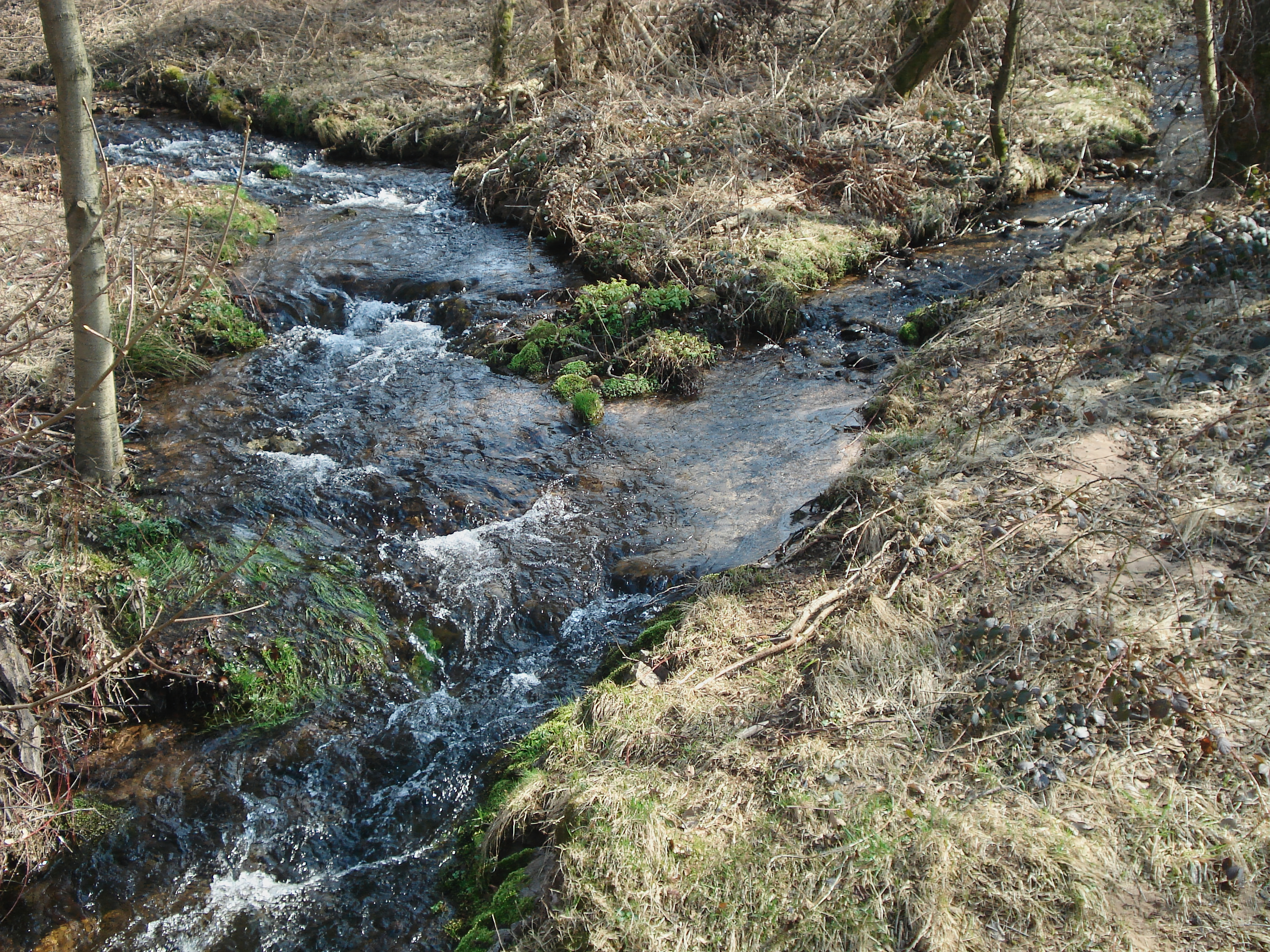
Der Büchelbach (hinten rechts) mündet in die Kahl (links)

## Geographie

### Verlauf
Der Büchelbach entspringt am Degen-Weg und Kahltal-Spessart-Radweg südöstlich von Bamberger Mühle im Büchelgrund. Dort speist er einige Fischweiher. Am linken Hang befinden sich die Reste der Epstein-Glashütten. An der Bamberger Mühle mündet er als erster Zufluss, etwa 300 m unterhalb der Kahlquellen, in die Kahl.

### Flusssystem Kahl
- Fließgewässer im Flusssystem Kahl